# Koloman Banšell

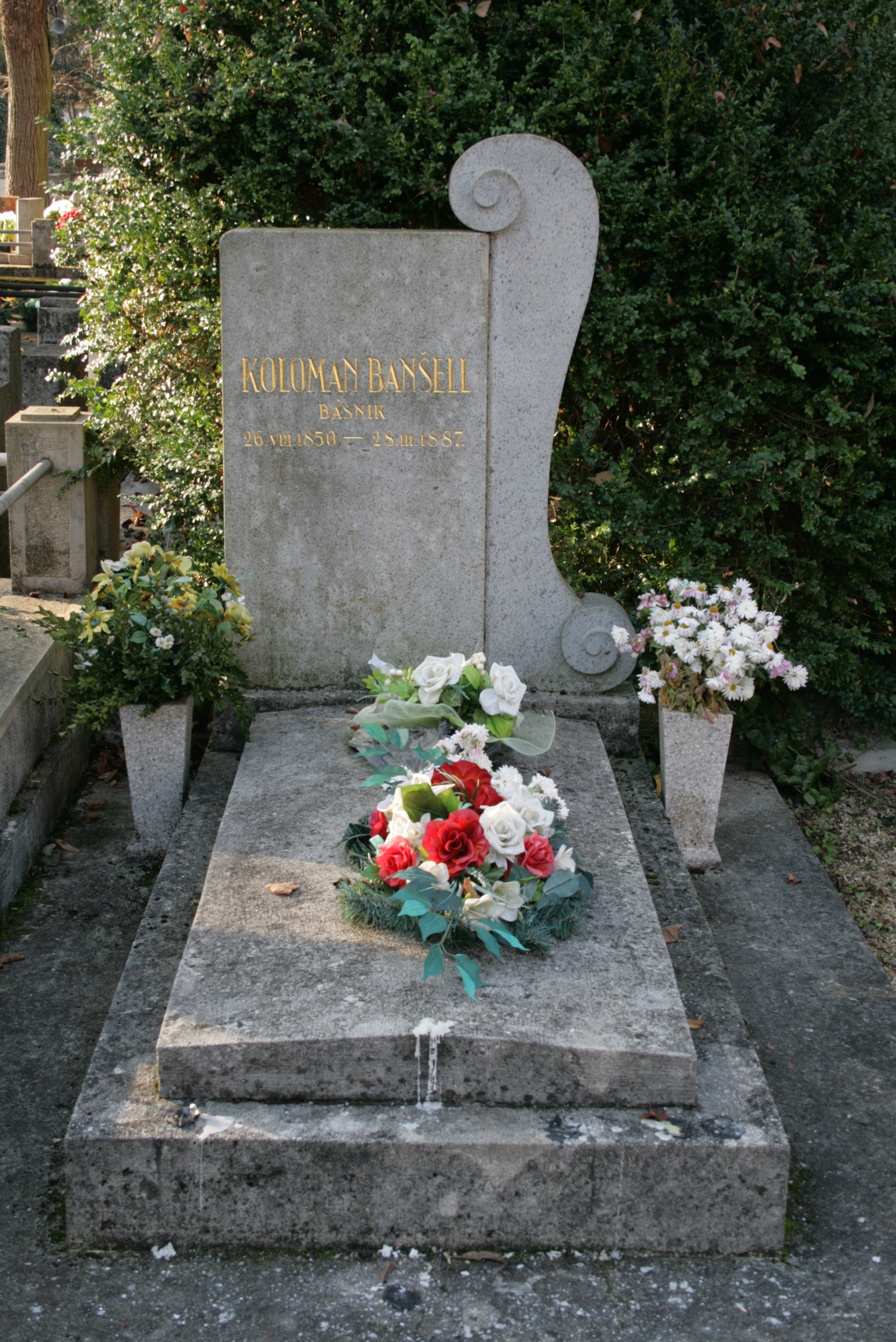
La tomba di Koloman Banšell a Lučenec

Koloman Banšell (Točnica, 26 agosto 1850 – Lučenec, 27 marzo 1887) è stato un pastore protestante, poeta, scrittore e giornalista slovacco.

## Biografia
Nacque da Ján Tudóš-Banžel, un insegnante, e da sua moglie Anna, nata Tomčányiová. Ebbe dal padre la prima istruzione, sia in casa, sia nelle scuole in cui insegnava; successivamente frequentò le scuole di Banská Štiavnica e di  Revúca e il liceo evangelico di Prešov. Trovò impiego come precettore a Telekgerendás in Ungheria e dopo un anno partì per un soggiorno di studio a Basilea in Svizzera. Nel 1873 iniziò a lavorare a Budapest nella redazione del giornale Slovenské noviny, voce della Nuova scuola slovacca, ma ben presto fece ritorno a Telekgerendás, dove riprese l'attività di precettore. A partire dal 1874 fu parroco evangelico in piccoli villaggi: Sámsonháza, Veľký Lom e Mašková. Nel 1879 tentò il suicidio, dal 1880 al 1885 fu in cura all'istituto psichiatrico di Budapest. Trascorse gli ultimi anni della sua vita nella miseria e nell'oblio a Lučenec, finché in preda a una nuova depressione si uccise sparandosi. È sepolto a Lučenec.

## Attività letteraria
Pubblicò le sue prime opere letterarie in varie riviste per lo più manoscritte (Svit, Zore, Bubon). Le sue prime poesie uscirono sul giornale Sokol nel 1867. La sua produzione aveva molte caratteristiche innovative che si distaccavano dalla letteratura post-romantica. La sua poetica assunse gradualmente il carattere di manifesto e di sfida. Con i suoi scritti cercò di stimolare la giovane generazione, ma invece manifestò soprattutto irrequietezza, delusione, rassegnazione, perdita di ideali, che infine lo condussero ai tentativi di suicidio e alla tragica morte tragica. 
Insieme a Pavol Országh Hviezdoslav pubblicò l'almanacco Napred, che rappresentò l'inizio del realismo letterario slovacco.

## Opere
- 1869 – Petőfimu, poesia
- 1871 – Napred, almanacco, in collaborazione con Pavol Országh Hviezdoslav: fu autore degli scritti Okyptenec e Šuhaj ako z iskry
- 1871 – Rozbor znelky, trattato teorico (uscito sul giornale Dennica)
- 1871 – Dľa čoho sa má súdiť báseň? ("Secondo che cosa si deve giudicare una poesia"?), trattato teorico (uscito sul giornale Dennica)
- 1873 – Atalanta, racconto storico
- 1873 – Na paralodi a železnici, feuilleton (pubblicato su Slovenské noviny)
- 1874 – Duch maďarskej revolučnej poézie ("Lo spirito della poesia rivoluzionaria ungherese"), trattato teorico (pubblicato su Slovenské noviny)
- 1886 – Túhy mladosti, raccolta di poesie
- 1921 – Baronica, novella sociale